# Markbacken

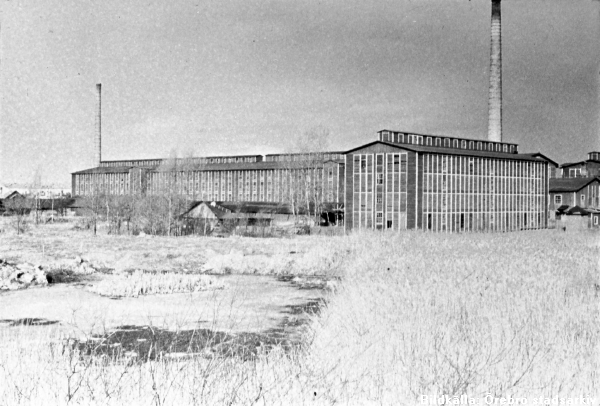
Marks tegelbruk år 1960.

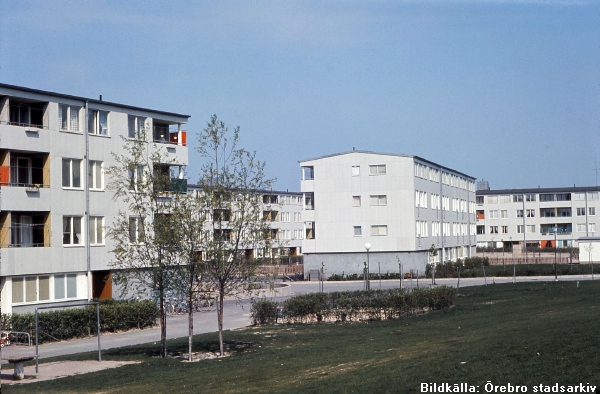
Markbackens bostadsområde c:a 1965.

Markbacken är stadsdel i västra Örebro som gränsar till Väster, Västra Mark och Hjärsta. Området tillhörde före 1937 Längbro landskommun.

## Marks by
Marks by var känd på 1550-talet. Byn kom så småningom i andras händer än bybornas, och vid 1700-talets slut lades byalaget ner. Gården Västra Mark överlevde dock till slutet av 1800-talet. Dess mangårdsbyggnad låg vid Brogatan 94. Byns ägor ingår idag i Hjärsta gamla villaområde och i Markbackens bostadsområde .

## Marks tegelbruk
På platsen där bostadsområdet idag ligger, låg förr Marks tegelbruk, som byggdes 1899. Tegelbruket hade en ringugn med en årlig kapacitet av 6 miljoner tegel. År 1903 byggdes tegelbruket om till Svedalasystemet för torkning av råtegel. År 1906-1907 byggdes bruket till med ytterligare en ringugn. Lera hämtades från området norr och väster om bruket, varom namnet Lertagsgatan erindrar. Tegelbruket revs i början av 1960-talet .

## Markbackens bostadsområde
Markbackens bostadsområde byggdes under åren 1958-1963. Arkitekter var White arkitekter och Bruno Alm. 1200 lägenheter finns i området. Under 2005-06 har 250 av de gamla lägenheterna rivits, och nya hus har byggts istället. Alla de gamla husen har tre våningar, men de nya har upp till åtta våningar. Området ägs av det kommunala bostadsbolaget Örebrobostäder.

## Markbackens egnahem
Villabebyggelsen invid flerbostadshusen tillhör en egnahemsförening vid namn Mark nr. 1, bildad 1926. De första husen började byggas redan 1923. Tomterna hade styckats av från Västra Marks tegelbruk, vilka ursprungligen tillhört gården Markbacken och Mark nr. 1 .

### Webbkällor
- Örebro kommun
- Örebrobostäder
- Markbacksbladet[död länk]